# (31557) Holleybakich
1999 EX5 (asteroide 31557) é um asteroide da cintura principal. Possui uma excentricidade de 0.14746870 e uma inclinação de 8.89884º.
Este asteroide foi descoberto no dia 13 de março de 1999 por Roy A. Tucker em Goodricke-Pigott.